# 安德烈·马里·康斯坦·迪梅里
安德烈·马里·康斯坦·迪梅里（法語：André Marie Constant Duméril，1774年1月1日—1860年8月14日）是一位法国动物学家，1801至1812年间任法国国家自然历史博物馆解剖学教授，其子奥古斯特·迪梅里也是动物学家，父子共同创作了《爬行动物收藏系统目录》（Catalogue méthodique de la collection des Reptiles）。